# مطار نغاري غونشا
مطار نغاري غونشا (بالإنجليزية: Ngari Gunsa Airport)‏ و(بالصينية: 阿里昆莎机场) (إياتا: NGQ، إيكاو: ZUAL) مطار عسكري/عام يقع بمدينة Ngari (Ali) ‏ في الصين. يبلغ طول المدرج 4500 م ويرتفع عن سطح البحر 4274 م.

## شركات الطيران والوجهات
| شركـات طيـران         | الوجهات                                                                                 |
| --------------------- | --------------------------------------------------------------------------------------- |
| خطوط شرق الصين الجوية | مطار كاشغر الدولي، مطار شيان شيانيانغ الدولي                                            |
| خطوط لاكي الجوية      | مطار كاشغر الدولي، مطار أورومتشي الدولي                                                 |
| طيران التبت           | مطار خوتان، مطار لاسا الدولي، مطار شياجي، مطار شيان شيانيانغ الدولي، مطار شينينغ الدولي |

## وصلات خارجية
- http://www.flightstats.com/go/Airport/airportDetails.do?airportCode=NGQ